# HD 89442
HD 89442，又名CD-36 6281，SAO 201266、HR 4053，是一颗恒星，视星等为6.3，位于銀經271.81，銀緯16.67，其B1900.0坐标为赤經10h 14m 14s，赤緯-36° 16.67′ 14″。